# Мозес Сітоле
Мозес Сітоле (нар. 17 листопада 1964) — південноафриканський серійний убивця.

## Народження життя до злочинів
Мозес Сітоле народився 17 листопада 1964, в бідному районі в Боксбурзі, провінція Гаутенг, в епоху апартеїду в  Південній Африці. Коли хлопчику виповнилося п'ять, помер батько, а мати відмовилася від родини. Сітоле провів три наступні роки в дитячому будинку, де, як він пізніше розповів, зазнав жорстокого поводження. Мойсей втік до своєї матері, яка однак повернула його назад. Зрештою, він переїхав до свого старшого брата. Досягши повноліття, Мозес одружується.

## Перші злочини та ув'язнення
У 20 років Сітоле розпочав свою злочинну кар'єру зі зґвалтування трьох жінок. Його було притягнуто до кримінальної відповідальності. У в'язниці він піддавався знущанням і сексуальному домаганню з боку співкамерників.

## Серія вбивств
У 1994  році Сітоле почав здійснювати зґвалтування та вбивства. Для своїх злочинів він розробив власну схему, видаючи себе за бізнесмена та власника неіснуючої благодійної організації, він пропонував безробітним службу з високим окладом. Отримавши їх довіру, він пропонував пішки дійти до його офісу, посилаючись на можливість обговорити всі деталі по дорозі. Заводячи жертву в безлюдне місце у степу, він нападав на неї, ґвалтував і душив. Злочини були скоєні в Аттріджвіллі, в Боксбурзі і в Клівленді, передмісті Йоганнесбурга, через що отримав прізвисько «ABC Killer» (за першими літерами міст — «Atteridgeville» — A, «Boksburg» - B, "Cleveland" - С)
Сітоле вирізнявся цинізмом. Після кожного вбивства він телефонував родичам жертв і розповідав про те, що сталося.

## Наслідок
1995 року з'явилися свідки, які бачили одну з жертв разом із маніяком. Пробивши його за базою, поліцейські встановили його особу. Сітоле втік, але перед цим зателефонував до місцевого журналіста Тамсена де Беєра і розповів про всі свої злочини. Поліція встановила номер, але на той час убивця втік.

## Арешт
Після втечі Сітоле зв'язався з одним із своїх родичів із проханням передати йому пістолет. Родич пообіцяв допомогти йому, але сам натомість звернувся до поліції. У зазначеному місці зустрічі було підготовлено засідку. Коли Сітоле це зрозумів, він намагався втекти, проте поліція відкрила вогонь. Вбивця отримав два поранення та був заарештований.

## Суд
5 грудня 1997 року Сітоле був засуджений до 50 років позбавлення волі за кожне з 38 вбивств, до 12 років за кожне з 40 зґвалтувань і 5 років за кожне з 6 пограбувань. Оскільки його вироки тривають один за одним, його загальне ефективне покарання становить 2410 років. Суддя Девід Карстерс постановив, що Сітоле повинен відбути щонайменше 930 років, перш ніж матиме право на умовно-дострокове звільнення, що дає йому право на умовно-дострокове звільнення у віці 963 років. Теоретично, він може вийти на волю у 2927 році.
Сітоле був ув'язнений у C-Max, відділі суворого режиму центральної в'язниці Преторії. Зараз він ув'язнений у виправному центрі Мангаунг у Блумфонтейні. 
Вже після його ув’язнення, в 2000 році, було виявлено, що він заражений ВІЛ. Перебуваючи за ґратами, Сітоле згідно із законом має право отримувати медичну допомогу до 65 років. Дружина та дитина злочинця померли від вірусу.